# Johannes Berthold (Maler)
Johannes Berthold (* 27. Juli 1898 in Greiz; † 1987) war ein deutscher Maler, Grafiker und Bildhauer.

## Leben und Werk
Johannes Berthold machte von 1913 bis 1917 in Greiz eine Lithografen-Lehre und arbeitete danach bis 1922 in verschiedenen Städten als Lithograf und Zeichner. Von 1922 bis 1925 war er im Vorkurs bei Johannes Itten und in der Holz- und Bildhauerwerkstatt und bei Lyonel Feininger Schüler am Bauhaus Weimar. Von Berthold in dieser Zeit geschaffene expressionistische Holzplastiken wie Magische Aura, die Skulptur eines Kopfes aus Lindenholz, zählen zu den herausragenden Objekten der Sammlung des Bauhauses Dessau. Von 1925 bis 1930 studierte er dann an der Weimarer Hochschule für Baukunst.
In den 1920er und 1930er Jahren schuf Berthold vor allem figürliche Plastiken, bevorzugt aus Holz wie etwa Ein guter Hirte (Nussbaum, massiv, geschnitzt, 1924) oder Marmor, in denen sich ein „Streben nach einer makellos reinen Linienführung und einer ganz auf Verinnerlichung gerichteten kompakten Geschlossenheit der Figuren, deren Gesichtsausdruck stets ein angedeutetes leichtes Lächeln zeigt“.
1930 verdingte sich Berthold in Weimar als Holzbildhauermeister, bis er arbeitslos wurde und sich mit Gelegenheitsarbeiten über Wasser hielt. Nach der Machtübernahme der Nationalsozialisten wurde Berthold zunehmend diskriminiert, weshalb er sich der Landschaftsmalerei zuwendete, vor allem mit Bildern aus der Umgebung Weimars. Es entstanden „Ideallandschaften von teilweise visionär-kosmischen Dimensionen“.
Von 1938 bis 1948 arbeitete er zum Brotunterhalt als Signaturzeichner. Das Einwohnerbuch von Weimar verzeichnete ihn 1941/1942 als Kunstmaler in der Kaiserin-Augusta-Straße (heute Paul-Schneider-Straße) 69.
Nach 1945 ließ Berthold sich in Weimar als freischaffender Künstler nieder. 1951 zog er wieder in seine Heimatstadt Greiz. Hier arbeitete er auch mit Elly-Viola Nahmmacher zusammen. Er schuf nun große Figurenkompositionen, in denen er „seine elementare Erschütterung über Naziterror und Kriegsgräuel verarbeitet. … (sie) weisen auf seine sehnsuchtsvolle Suche nach einer Welt ohne Krieg und „Brudermord“ hin.“ Ab Mitte der sechziger Jahre entstanden Holzschnitte, Aquarelle und Ölbilder, „die sich von allen früheren Werken deutlich absetzen. In geradezu mathematisch ausgefeilten konsequent flächig-linearen Kompositionen dominieren leuchtende Lokalfarben und Liniengerüste. Aus ihnen entwickeln sich bestimmte, immer wiederkehrende Symbole. Alle Bildelemente bis zu kleinsten Details werden in spannungsvollen Varianten zu Gesamtzusammenhängen neuer Bedeutungsgehalte geformt.“
Werke Bertholds befinden sich u. a. in der Sammlung der Stiftung Bauhaus Dessau und im Bauhaus-Archiv Berlin. Ein Werkverzeichnis hat der vormalige Leiter des Geraer Museums für Angewandte Kunst Peter Jacobson (1947–2020) erarbeitet.

## Ausstellungen (Auswahl)
- 1946: Berlin, Zeughaus Unter den Linden („I. Deutsche Kunstausstellung der Deutschen Zentralverwaltung für Volksbildung in der Sowjetischen Besatzungszone“)
- 1957: Greiz, Staatliche Bücher- und Kupferstichsammlung (Aquarelle und Pastelle)

postum
- 2014/2015: Dessau, Bauhaus („Bauhaus. Die Kunst der Schüler“)
- 2019: Gera, Haus Schulenburg („100 Jahre Bauhaus. 1919–2019“)